# デキビジ
『デキビジ』は、2010年4月25日から2012年3月31日までBSジャパンで放送されていたビジネスパーソンを対象にした情報番組。

## 番組概要
番組のコンセプトは「デキるビジネスパーソンを目指す」ことにあり、翌日月曜日から活用できる情報を伝えている番組である（番組名は前述の太字の部分に由来している）。
メインキャスターは勝間和代で、初めてキャスターを務めている。BSジャパンの日曜20時台においては、2010年3月まで勝間自身が出演していた『カツケン 勝間経済研究所』に引き続きの出演となる。また、前番組同様、BSジャパンとテレビ東京が共同制作を行っている。『デキビジ』では、Ustreamで対談の模様を中継する試みを行っている。なお、放送は事前収録となっている（外部リンクのTwitterの項参照）。

### 勝間和代#デキビジ
2011年4月3日放送分からは『勝間和代#デキビジ』（かつまかづよ ハッシュタグ デキビジ）に番組タイトルを変更。同時に放送時間を日曜日の20時台から22時台に変更。また、これまで動画配信していたUstreamに加え、2011年4月からはニコニコ生放送でもゲストとの対談の模様を配信している。
2011年10月1日の放送分から、土曜日の23時台に移行。また、放送時間を30分に短縮し、再放送の時間帯を新設した。2011年秋の放送時間の短縮・移動に伴い、番組のコーナーはトークのみとなっている。
2012年3月31日をもって、番組が終了。

## 出演者
- 勝間和代（キャスター）
- 松丸友紀（テレビ東京アナウンサー、司会進行）
- 林克征（テレビ東京アナウンサー、司会進行）
- 高川裕也（ナレーション）

## 放送時間
いずれも日本標準時（JST）。

### 番組終了時点
- 本放送：土曜日 23:30 - 0:00
- 再放送：日曜日 7:00 - 7:30（放送翌日）

### 過去
- 日曜日 20:00 - 20:55（2010年4月25日 - 2011年3月27日）
- 日曜日 22:00 - 22:55（2011年4月3日 - 2011年9月25日）

## 番組内の主なコーナー

### 番組終了時点
デキビジ注目ニュース
- 先週1週間の注目ニュースを日本経済新聞電子版から紹介。紹介後は勝間がニュース解説を行う。

マネーの土竜
- 様々な場面で活躍する経済人に密着する。林が担当。

### 過去
デキビジツール
- ビジネスマンに欠かせない商品やサービスを取り上げるコーナー。このコーナーは、ライバル会社の担当者（毎週2社）が出演し、互いの商品をプレゼンテーションし合うところに特徴がある。林がリポートを担当。

デキビジマーケット
- カブドットコム証券の証券アナリストが先週の株式市場の解説と注目のマーケットキーワードを解説する。

デキビジ検索ワード
- 番組最後のコーナーで、Yahoo! JAPAN検索ランキングの「急上昇ワードランキング」から、注目のビジネスワードを取り上げる。

## プレミアム・ビジネス対談
- 『デキビジ』のメインコーナーで、毎週ゲストを迎えて勝間との対談を行うコーナー。初回のゲストは田原総一朗。また、対談はUstreamでも放送されている。
- この対談コーナーでは、対談途中、勝間の判断でオフレコトークになることがある。その際には、大音量の警報音と赤色のライトが点滅する仕組みとなっている。
- 2010年5月2日の放送分では、電子掲示板「2ちゃんねる」の開設者・初代管理者である西村博之との対談が行われた。その中では、インターネットでの「実名性」と「匿名性」などで白熱した議論が行われたが、番組終了後に勝間自身のブログが炎上しコメント欄が閉鎖された。後日、勝間が西村との対談の件で謝罪する形となった[1]。

主な出演者
※役職などは出演時点のもの。
- 西村博之（ニワンゴ取締役）
- 田中義剛（花畑牧場代表取締役）
- 髙田明（ジャパネットたかた代表取締役）
- 堀江貴文（関心空間ファウンダー、2回出演）
- 溝畑宏（観光庁長官）
- 倉田真由美（漫画家）
- 猪瀬直樹（作家・東京都副知事）
- 松田公太（参議院議員）
- 西原理恵子（漫画家）

## スタッフ
- 構成：水野英昭、中倉けんじ
- TD：坂牧昭夫
- カメラ：穂之上秀男
- 照明・美術：テレビ東京アート
- 音声：斉藤孝行
- スタイリスト：染谷明る実、小林久美
- ヘアメイク：エーツー
- セットデザイン：金子宙生
- デジタル配信：佐治裕一郎（テレビ東京）
- CGタイトル：イレブングラフィックス
- 技術：テクノマックス
- EED・MA：ヌーベルバーグ
- サウンドデザイン：板垣仁美
- TK：風間まり
- 番宣：岡仁（テレビ東京）、西山麻衣子（テレビ東京）
- 協力：日本経済新聞社、監査と分析
- 制作：宮崎明弘
- ディレクター：安元秀幸、須田岳未
- プロデューサー：替山茂樹（テレビ東京）、海老原征士（日経映像）、仁尾俊介（G・カンパニー）
- 制作協力：日経映像、G・カンパニー
- 製作：BSジャパン、テレビ東京

### 過去
- プロデューサー：桧山岳彦（テレビ東京）
- ディレクター：中森哲也
- 制作：長篤志